# Gorilles dans la brume (film)
Pour l’article homonyme, voir le livre Gorilles dans la brume.
Pour plus de détails, voir Fiche technique et Distribution.
Gorilles dans la brume (Gorillas in the Mist: The Story of Dian Fossey) est un film américain, réalisé par Michael Apted, sorti sur les écrans en 1988. Il est consacré à l'engagement de Dian Fossey en Afrique centrale pour la protection des gorilles des montagnes.

## Synopsis
En 1967, une étudiante du Kentucky, Dian Fossey, est engagée par l'anthropologue Louis Leakey pour étudier et recenser des gorilles des montagnes à la frontière du Rwanda et du Zaïre. De plus en plus fascinée par ces animaux, elle décide de se consacrer à temps plein à leur étude et à leur défense et s'installe près de leur habitat avec son fidèle second, Sembagare. Un journaliste de National Geographic, Bob Campbell, est envoyé par son employeur pour la photographier au milieu des gorilles. Le couple tombe bientôt amoureux, mais Dian préfère laisser tomber son histoire d'amour plutôt que de s'éloigner de ses animaux qu'elle chérit de plus en plus.
Préoccupée par le braconnage dont les gorilles sont victimes, elle tente de s'allier avec le gouvernement rwandais pour les protéger mais celui-ci semble plutôt réticent. Le braconnage est en effet le seul moyen de survie de certains Rwandais. Elle rejette cette thèse car elle s'aperçoit qu'à ce rythme les gorilles vont bientôt être en état d'extinction. Elle crée plusieurs patrouilles anti-braconnage et mène une campagne presque violente contre les villageois engagés par des Occidentaux avides de prendre possession de peaux, de mains ou de têtes de gorilles. Dian Fossey meurt assassinée le 26 décembre 1985 dans des circonstances restées mystérieuses.

## Fiche technique
- Titre anglais : Gorillas in the Mist: The Story of Dian Fossey
- Titre anglais alternatif : The Adventure of Dian Fossey
- Titre anglais alternatif : Gorillas in the Mist
- Réalisation : Michael Apted
- Scénario : Anna Hamilton Phelan, basé sur un article de Harold T.P. Hayes et une histoire d'Anna Hamilton Phelan et Tab Murphy, d'après le récit autobiographique Gorilles dans la brume de Dian Fossey
- Musique : Maurice Jarre
- Montage : Stuart Baird
- Photographie : John Seale
- Décors : John Graysmark
- Costumes : Catherine Leterrier
- Production : Terence A. Clegg, Arnold Glimcher, 
  - Production associée : Rick Baker
  - Production exécutive : Peter Guber et Jon Peters
  - Coproduction : Judy Kessler et Robert Nixon
- Sociétés de production : Universal Pictures et Warner Bros.
- Pays de production :  États-Unis
- Langue originale : anglais
- Durée : 125 minutes
- Genre : drame biographique
- Dates de sortie :
  - États-Unis : 7 octobre 1988
  - France : 25 janvier 1989

## Distribution
- Sigourney Weaver (VF : Tania Torrens) : Dian Fossey
- Bryan Brown (VF : Vania Vilers) : Bob Campbell
- Julie Harris (VF : Monique Mélinand) : Roz Carr
- John Omirah Miluwi (VF : Daniel Kamwa) : Sembagare
- Iain Cuthbertson (VF : Jacques Ebner) : Dr Louis Leakey
- Michael J. Reynolds (VF : Jean Barney) : Howard Dowd
- Waigwa Wachira (VF : Greg Germain) : Mukara
- Davis Lansbury (VF : Éric Herson-Macarel) : Larry
- Constantin Alexandrov (VF : lui-même) : Claude van Vecten
- Iain Glen (VF : Éric Herson-Macarel) : Brendan
- Maggie O'Neill (VF : Séverine Morisot) : Kim

## Différences avec la réalité historique
- Ce n'est pas Dian Fossey qui a tenté de convaincre le Dr Louis Leakey de l'envoyer en Afrique mais celui-ci qui le lui a demandé. Dian Fossey a d'abord été réticente à cause de son manque d'expérience dans le domaine animal.
- Dian Fossey a effectué son premier séjour en Afrique en 1963 et non en 1966 comme dans le film.
- Bien qu'elle ait réellement maltraité des braconniers, Dian Fossey n'a jamais effectué le simulacre d'une pendaison.
- L'assassinat de Dian Fossey est très romancé dans le film : la primatologue regarde des photos, écoute de la musique puis finit par s'endormir avant que le meurtrier ne la tue net d'un coup de machette. Dans les faits, l'assassin se serait introduit directement dans la chambre en démontant une tôle de la hutte (et non par la porte d'entrée comme dans le film), Dian Fossey aurait été surprise puis aurait tenté de se défendre. Finalement le meurtrier lui aurait fendu le crâne en deux par six coups de machette et non un seul. De plus, la chambre avait été retrouvée saccagée, ce qui aurait soulevé l'hypothèse d'un possible cambriolage.

## Autour du film
- Le film a été tourné au Rwanda et au Kenya pendant l'été 1987. Les coûts de production ont été d'environ 22 000 000 $.
- Des costumes de gorilles réalistes furent utilisés pour les besoins de certaines scènes impossible à tourner avec l'actrice Sigourney Weaver. Ils présentent quelques différences anatomiques avec les vrais gorilles filmés dans les montagnes du Rwanda.
- En 2006, dans le cadre du documentaire Gorillas Revisited de la BBC, Sigourney Weaver est revenue sur les lieux de tournage. Beaucoup de gorilles aperçus dans le film étaient encore en vie.

## Distinctions
- 61e cérémonie des Oscars :

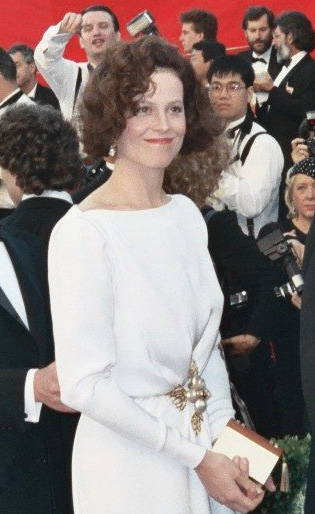
La tête d'affiche Sigourney Weaver nommée aux Oscars 1989 pour sa performance dans le film.

  - nomination pour l'Oscar de la meilleure actrice pour Sigourney Weaver
  - nomination pour l'Oscar du meilleur montage pour Stuart Baird
  - nomination pour l'Oscar de la meilleure musique de film pour Maurice Jarre
  - nomination pour l'Oscar du meilleur scénario adapté pour Anna Hamilton Phelan
  - nomination pour l'Oscar du meilleur mixage de son pour Andy Nelson, Brian Saunders et Peter Handford
- 46e cérémonie des Golden Globes :
  - Maurice Jarre, lauréat du Golden Globe de la meilleure musique de film
  - Sigourney Weaver, lauréate du Golden Globe de la meilleure actrice dans un film dramatique (ex aequo avec Jodie Foster et Shirley MacLaine)
  - nomination pour le Golden Globe du meilleur film dramatique